# Adelodrilus magnithecatus
Adelodrilus magnithecatus är en ringmaskart som beskrevs av Erséus 1979. Adelodrilus magnithecatus ingår i släktet Adelodrilus och familjen glattmaskar. Inga underarter finns listade i Catalogue of Life.